# バークシャー種
バークシャー種（英: Berkshire pig）は、ブタの品種である。
イングランド南東部のバークシャーを原産とする品種。外観的特徴としては中型であり、被毛は黒色。鼻や四肢の先端など六箇所に白いまだら模様があることから六白豚と呼ばれることもある。
バークシャーの在来豚とシアメース種、中国種、ネオポリタン種などを交雑してつくられた。1820年頃に品種として固定し、1851年以降は純粋繁殖が行われている。
原産国のイギリスでは希少品種となっている。オーストラリア、日本、ニュージーランド、アメリカなど多くの国に輸出され、そのうちのいくつかの国では多数の飼育されている。

## 歴史
バークシャー種は、バークシャーの伝統的な品種である。18世紀まではロップイヤーを持つ大きな褐色の豚であり、しばしば黒っぽい斑点があった。18世紀後半から19世紀初頭にかけて、アジアから輸入された小型の黒豚との交配によって大幅に改良された。 
イングランドでは現在も、ハートフォードシャーのアルデンハム・カントリー・パークにある希少種保存トラストと、ケントのサウス・オブ・イングランド希少種センターによって維持されている。バークシャー種は2008年に絶滅危惧種に指定された。当時、繁殖雌豚は300頭以下しか確認されていなかったが、日本の「高級豚肉」販売との関連で人気が復活し、頭数が増加している。
多くの国に輸出され、その内のいくつかの国では多数飼育されるようになった。国際連合食糧農業機関のDAD-ISデータベースには、アメリカ大陸、ユーラシア、オセアニアの23カ国から報告されている。
アメリカへの輸出は19世紀初頭に始まった。1875年に設立されたアメリカバークシャー協会は、豚の品種のための最初の品種協会であった。最初に登録された最初の豚はエース・オブ・スペードという名で、ヴィクトリア女王によって飼育されたと伝えられている。
日本には1860年代に輸出され、数多く飼育されるようになった。日本のかごしま黒豚は、1930年代に日本に輸入された2頭のイギリスのバークシャー種に由来するとされるが、別の品種と考えられている。黒豚として販売され、高値が付くこともある。

## 特徴
中型の品種であり、成体の雄は約280キロ、雌は約220キロである。体色は黒で、6つの白いマーキングがある。4つの白いソックス、鼻の白いスプラッシュ、尾の先端の白である。

## 利用
バークシャーは食肉用として飼育されている。肉のpHは比較的低く、通常はpHの高さは消費者の満足度と相関関係にあるが、バークシャー種の肉はアメリカでの味覚テストで高い評価を得た。

## ギャラリー

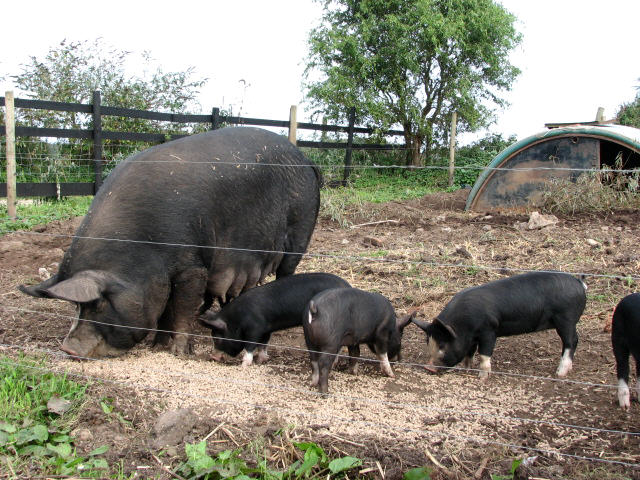
ノーフォークのカルソープ・ブロード近郊
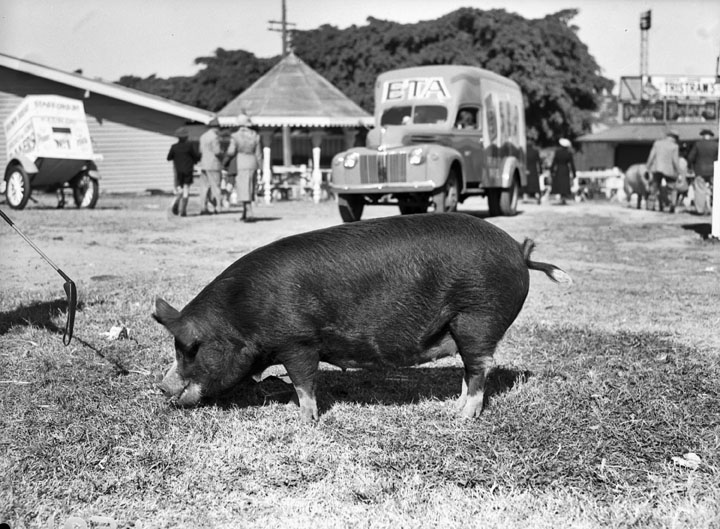
チャンピオン母豚（1951年クイーンズランド州）
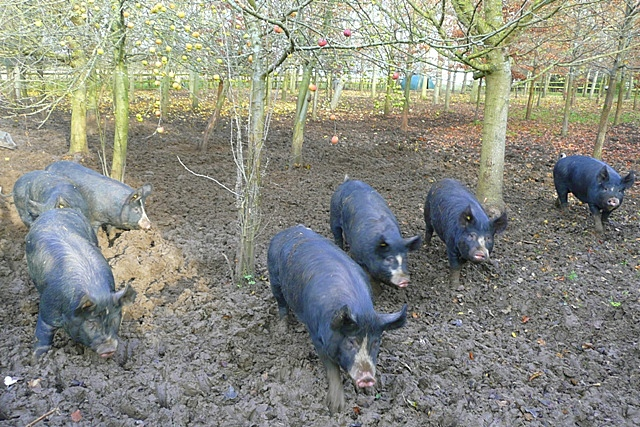
バークシャーのノース・スタンデン
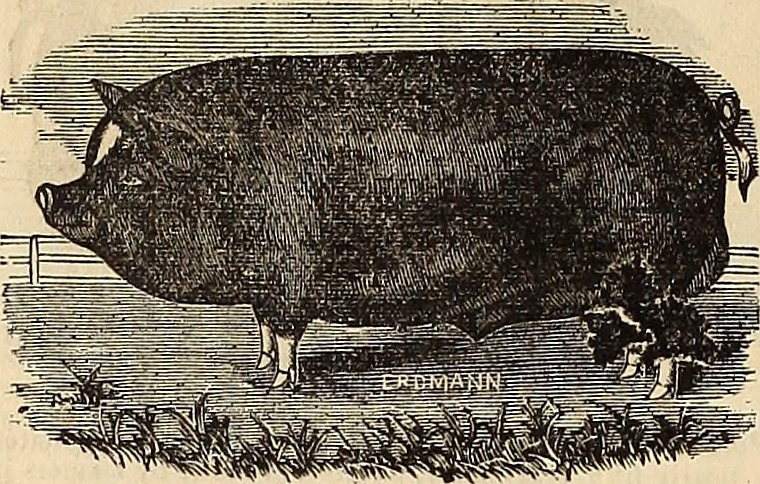